# Ramon Sala (músic)
Ramon Sala fou un escolà cantor de l'Església de Sant Esteve d'Olot i alumne del mestre de capella Josep Regordosa.
Juntament amb Josep Bilaró, Pau Coderch, Marià Pal, Anton Pont, Joaquim Sala i Pere Serrat, apareix mencionat en els mansucrits d'entre els anys 1783 i 1788.
També va liderar l'anomenada "cobla de Ramon Sala" al llarg del segle xix. En presència del mestre de capella Anglada, el 10 de desembre de 1839 rebia a l’ofici de la festivitat de la Concepció:
“per aver tocat, deu musichs lo / offisi del die 8 de 10bre 9ll 7s 6 y ab obliga-/ció de tocar 4 Musichs als dia de la comunio".
Aquest nombre es repetí el 1841. Aquell any els pabordes de la Purissima Concepció pagaren les despeses “per deu musichs al Ofici” i Ramon Sala rebé dels pabordes de la Confraria dels Mitgers 7 lliures 17 sous i 6 diners “per las dos Coplas de musichs / per aver tocat al offisi de la Consepsió. / ap l'obligació de tocar 4 musichs a la Comunio”. Es conserven els rebuts de Ramon Sala dels anys 1817, 1827, 1839, 1840 i 1841, entre d'altres músics que també comandaven cobles actives a Olot.